# Equipe russa na Copa Billie Jean King
A equipe russa na Copa Billie Jean King representa a Rússia na Copa Billie Jean King, principal competição de tênis feminina por equipes do mundo. É administrada pela Russian Tennis Federation.
Conquistou cinco títulos, todos no século XXI. No de 2021, as jogadoras representaram apenas federação de tênis local (RTF), pois a Agência Mundial Antidoping aplicou uma punição ao país por dopagem. A Rússia foi proibida de de usar o nome, a bandeira e o hino na competição.
Em 2022, a equipe não teve a chance de defender o título: foi suspensa, e continua sob esse status, por causa da invasão da Ucrânia pela Rússia, em uma sanção que vai além de questões esportivas.

## Última escalação
Para as Finais de 2021, em novembro:
- Ekaterina Alexandrova
- Daria Kasatkina
- Veronika Kudermetova
- Anastasia Pavlyuchenkova
- Liudmila Samsonova